# HD161701
HD161701 — хімічно пекулярна зоря спектрального класу B9, що має видиму зоряну величину в смузі V приблизно  5,9.
Вона  розташована на відстані близько 510,4 світлових років від Сонця.
Ця зоря є спектрально-подвійною зорею.

## Пекулярний хімічний склад
Зоряна атмосфера HD161701 має підвищений вміст 
Hg
.